# Ricardo Soares (treinador)
José Ricardo Soares Ribeiro (nascido a 11 de novembro de 1974), mais conhecido como Ricardo Soares, é um ex-futebolista português que atuava como ala, atualmente treinador do Beijing Guoan.

## Carreira de jogador
Nascido em Felgueiras, a entrada profissional de Ricardo Soares como jogador consistiu em sete jogos da Segunda Liga pelo clube da sua cidade natal, o FC Felgueiras, ao longo de três temporadas em outras tantas passagens. Ele acumulou totais da terceira divisão de 232 partidas e 28 golos durante os seus 12 anos de carreira senior, representando sete equipas na competição.

## Carreira de treinador
Ricardo Soares começou a trabalhar como treinador em 2005, aos 30 anos, no clube amador Clube Caçadores das Taipas .  Entre 2005 e 2014, Ricardo Soares trabalhou em vários clubes de escalões inferiores do futebol português e obteve duas promoções com o Felgueiras, levando o clube dos campeonatos distritais ao Campeonato de Portugal.[carece de fontes?]
Assinou com o FC Vizela no verão de 2014 e conseguiu a promoção ao segundo escalão no final da campanha 2015–16 .
A 18 de dezembro de 2016, Soares foi nomeado como treinador do GD Chaves, clube da Primeira Liga, substituindo Jorge Simão, vinculado ao SC Braga . O seu primeiro jogo realizou-se quatro dias depois, numa vitória caseira por 1-0 sobre o GD Estoril Praia .
Em maio de 2017, Soares mudou-se para outro clube da primeira divisão, o CD Aves.
Ricardo Soares regressou ao segundo escalão a 14 de novembro de 2017, sucedendo a Ivo Vieira na Associação Académica de Coimbra . Ele saiu por comum acordo no dia 1 de abril seguinte, depois de vencer metade dos seus 18 jogos, com a equipa em quinto lugar e a quatro pontos  da promoção.
Soares foi contratado pelo SC Covilhã a 20 de maio de 2019, substituindo Filó, vinculado ao FC Paços de Ferreira . A 18 de Dezembro desse ano, com a sua equipa em sétimo lugar, regressou à Primeira Liga, sucedendo Vítor Campelos ao comando do Moreirense FC .
Na primeira época ao serviço do Moreirense, Soares levou o clube a um histórico 8.º lugar, uma das melhores classificações de sempre. Ricardo Soares deixou o Parque de Jogos Comendador Joaquim de Almeida Freitas em novembro de 2020.
Pouco depois, foi contratado pelo Gil Vicente FC da mesma liga. Em 2021-22, ele liderou a equipa a um histórico quinto lugar e uma estreia europeia na UEFA Europa Conference League .  Enquanto treinador do Gil Vicente, Ricardo Soares foi eleito duas vezes consecutivas como treinador do mês pelos seus pares na Liga Portugal em Janeiro e Fevereiro de 2022. Foi também responsável pelo lançamento e ascensão do jogador Samuel Lino, posteriormente vendido ao Atlético de Madrid por um valor recorde do clube de 6.5M€.
Em junho de 2022, Soares mudou-se para o exterior pela primeira vez na sua carreira, pagando € 250.000 para se libertar de seu contrato com Gil Vicente antes de um contrato de dois anos no Al Ahly SC do Egito. Seu novo salário anual era de € 1,5 milhão. Em sua estreia em 2 de julho, a equipe venceu por 2 a 0 em casa para o Petrojet SC nas semifinais da copa nacional ; sua estreia na Premier League foi um empate sem golos no El Gouna FC três dias depois. Ricardo Soares acabou por sair do Al-Ahly, após uma mudança de administração interna do clube egípcio.
No dia 28 de fevereiro de 2023 assumiu o comando técnico do Estoril Praia com a missão de salvar o clube da descida à 2ª divisão, feito que conseguiu a duas jornadas do fim depois de uma vitória frente ao Arouca.
No dia 15 de janeiro foi anunciado como treinador do Beijing Guoan, da China, estreando-se com uma vitória no seu primeiro jogo, a contar para a Taça da China (1-0 frente ao Zibo Quisheng).
Ricardo Soares foi eleito "treinador do mês de agosto" para a Super Liga Chinesa, após 4 vitórias em 5 jogos, 11 golos marcados e apenas 3 sofridos. Terminou a época no sexto lugar do campeonato, mas apenas a 4 pontos do terceiro classificado, que tem acesso à Liga dos Campeões da Ásia.

## Palmarés
Em 2023, o Al-Ahly conquistou a Taça do Egipto relativamente à época 2021/22, caminhada em que Ricardo Soares participou e disputou os oitavos de final, sendo também um título do treinador português.